# Chaetostoma microps
Chaetostoma microps é uma espécie de cascudo nativa do Equador. Esse peixe já foi filmado escalando paredes de cavernas.

## Descoberta
A espécie foi primeiramente descrita por Albert Günther em 1864. O espécime tipo é dos "Andes da parte oeste do Equador".

## Descrição

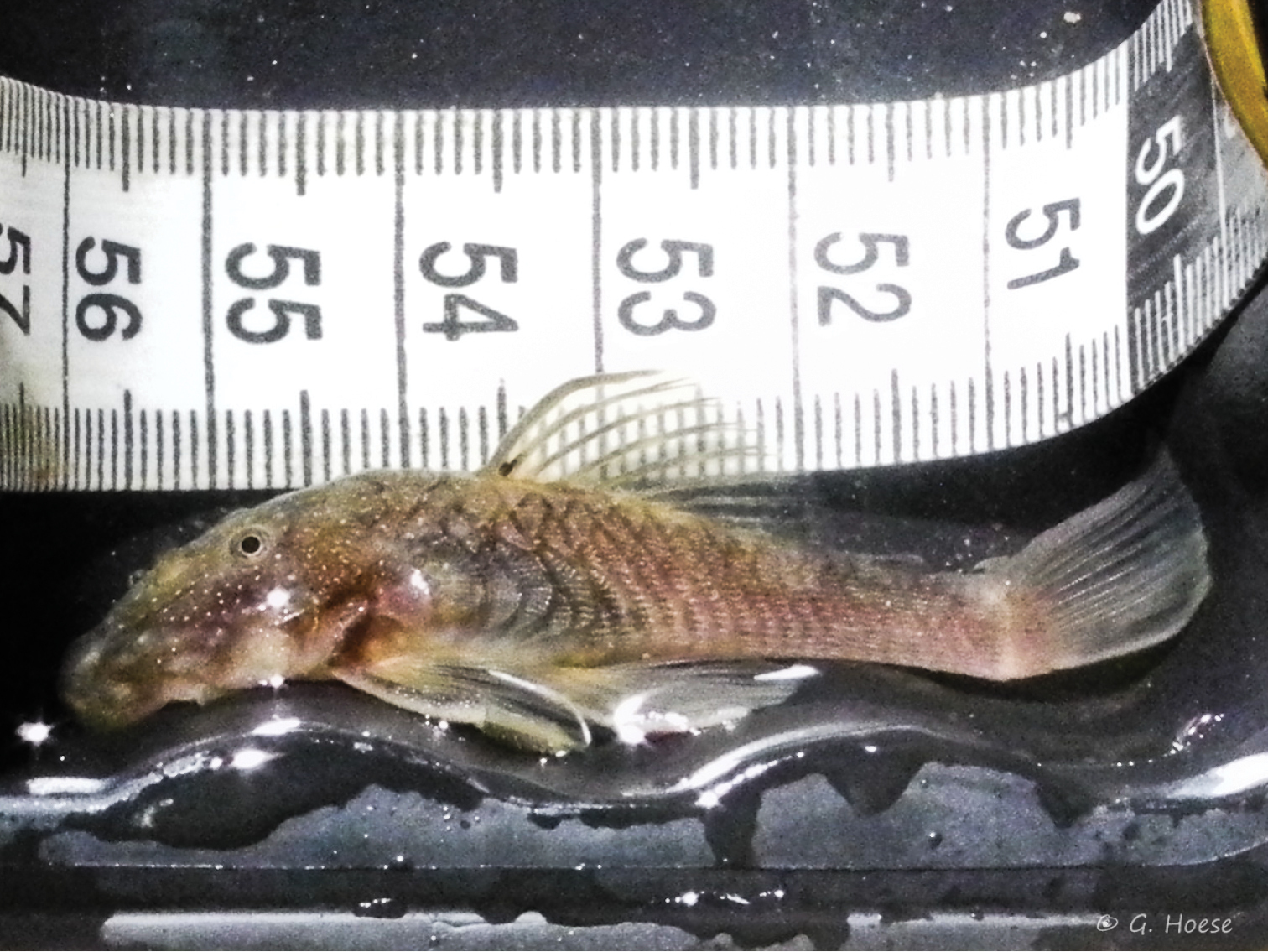
Chaetostoma microps, vista lateral. De Hoese et al. (2015).

C. microps possui as seguintes características :
- ausências de placas (estruturas de armadura planas externas) na região ventral
- ausências de placas na bora do focinho de bagre
- presença de odontódeos interoperculares("farpa" por trás dos opérculas ), uma característica compartilhada por espécies como  C. platyrhynchus
- ausência de tentáculos carnosos no focinho, o que diferencia o gênero Chaetostoma spp. de Ancistrus spp.

O C. microps possui poucos caracteres sexualmente dimórficos. A cabeça das fêmeas é levemente menor e mais estreita que a dos machos, sendo mais larga ventralmente. Os machos possuem nadadeiras pélvicas maiores, que podem auxiliar na reprodução evitando que o esperma seja levado pela corrente de água. O peixe possui, quando adulto, 8.9 centímetros de comprimento.

## História natural

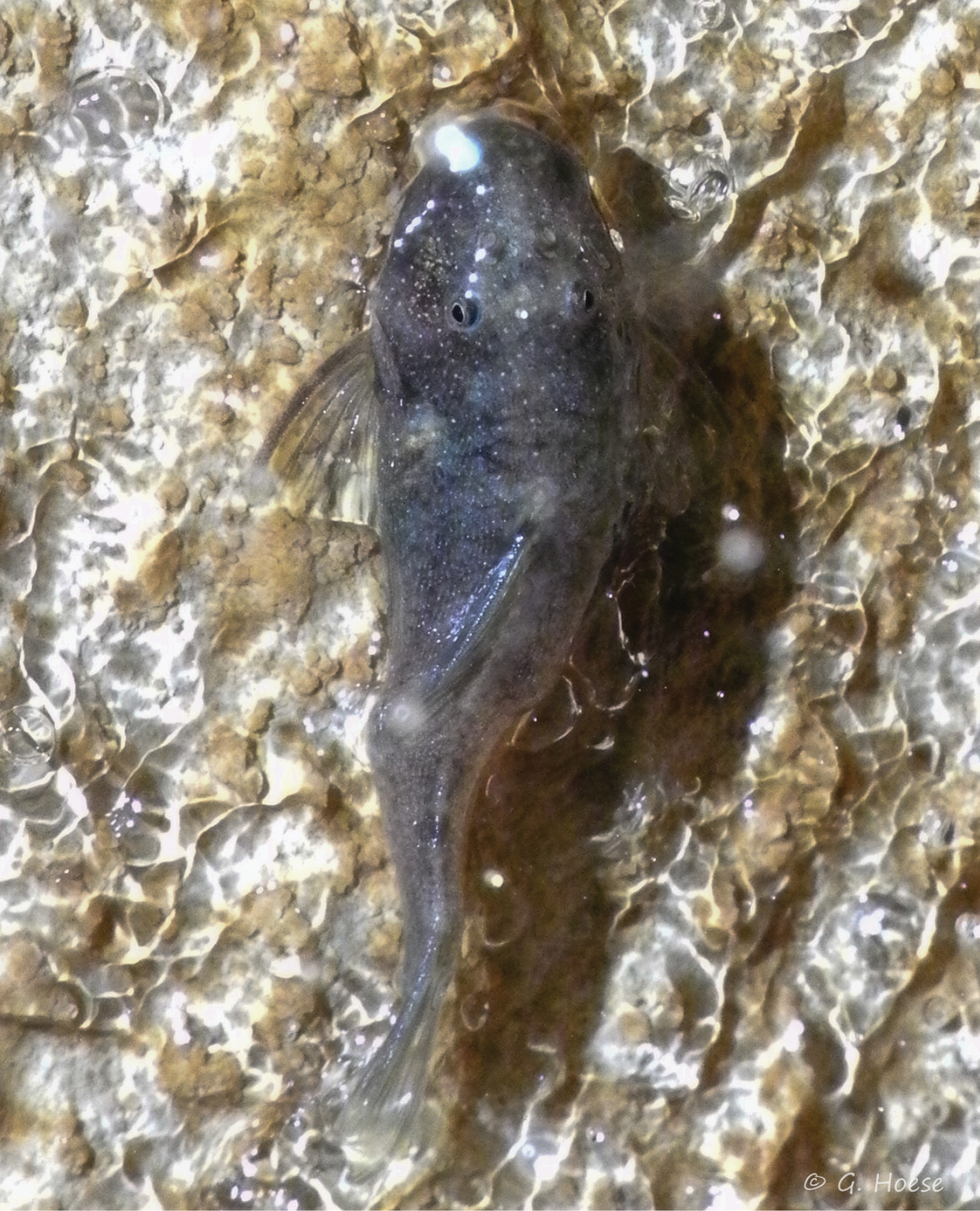
Chaetostoma microps in situ em uma parede de "flowstone" em fluxo laminar. Note que o peixe está voltado para cima. O declive nesse local é de aproximadamente 75 graus. De Hoese et al. (2015).

C. microps,  que foi anteriormente gravado em rios originados nos Andes,conseguem se aderir bem a rochas. Esses peixes alimentam-se primariamente de algas.
Recentemente, esse peixe foi filmado no interior de cavernas de calcário contendo córregos proximas a Tena, na  província de Napo, Equador. O peixe foi filmado escalando a parede de uma caverna 3 metros acima do nível da água. 
Peixes escaladores são conhecidos entre os astroblepídeos epigeanos e os loricariídeos. Um peixe capaz de escalar cachoeiras e corredeiras, Cryptotora thamicola, já foi registrado na Tailândia.
C. microps é único no fato que ele é capaz de  "bambolear-se subindo paredes de caverna com água fluindo para baixo a partir  de pequenas tributárias subterrâneas". O peixe é capaz de escalar parede possuindo até 75° de inclinação, onde um fino filme de água corre, com ajuda de modificações morfológicas da boca, das nadadeiras e da pele, where a thin film of flowing water occurs, with the help of morphological modifications to the mouth, fins and skin. Supõe-se que essa espécie esteja em processo de adaptação à vida subterrânea.